# Midvinterblot
Midvinterblot è l'ottavo album in studio del gruppo musicale death metal svedese Unleashed, pubblicato dall'etichetta discografica SPV/Steamhammer nel 2006.

## Tracce
1. Blood of Lies – 2:39
2. This Is Our World Now – 3:21
3. We Must Join With Him – 4:00
4. Midvinterblot – 2:59
5. In Victory or Defeat – 2:40
6. Triumph of Genocide – 3:13
7. The Avenger – 3:14
8. Salvation for Mankind – 2:54
9. Psycho Killer – 2:16
10. The Witch – 3:18
11. I Have Sworn Allegiance – 2:41
12. Age of the Warrior – 3:35
13. New Dawn Rising – 2:49
14. Loyalty and Pride – 3:09
15. Valhalla Awaits – 3:35

## Formazione
- Johnny Hedlund – voce, basso
- Fredrik Folkare – chitarra
- Tomas Olsson – chitarra
- Anders Schultz – batteria